# Boda, Madžarska
Boda je vas na Madžarskem, ki upravno spada pod podregijo Szentlőrinci Županije Baranja.